# Hammer and Tongs
Hammer and Tongs – drugi album szkockiej grupy muzycznej Goodbye Mr. Mackenzie. 

## Lista utworów
1. "Blacker Than Black" (Metcalfe/Kelly)
2. "Bold John Barleycorn" (Metcalfe/Kelly)
3. "Diamonds" (Metcalfe/Kelly)
4. "The Burning" (Metcalfe/Kelly)
5. "Now We Are Married" (Metcalfe/Kelly)
6. "Sick Baby" (Metcalfe/Kelly/Scobie/Wilson/Duncan)
7. "Down to the Minimum" (Metcalfe/Kelly/Scobie/Wilson/Duncan)
8. "She's Strong" (Metcalfe/Kelly)
9. "Love Child" (Metcalfe/Kelly)
10. "Tongue-Tied" (Metcalfe/Kelly)